# Светий Вид (Церкниця)
Светий Вид (словен. Sveti Vid) — поселення в общині Церкниця, Регіон Нотрансько-крашка, Словенія. Висота над рівнем моря: 844,4 м.